# Tüskecsarnok
Die Tüskecsarnok (deutsch Stachelhalle) ist eine Mehrzweckhalle im XI. Bezirk (Újbuda) der ungarischen Budapest. Auffällig sind die 84 Stacheln auf dem Kuppeldach des Gebäudes mit einer ellipsen Form. Durch die Stacheln erhält der darunterliegende Raum tagsüber Licht. Abends können die steilen Glaspyramiden farbig beleuchtet werden.
Ursprünglich war die Halle ein Projekt für die Expo 95, die in Budapest und Wien stattfinden sollte. Nach der Absage der Weltausstellung wurden die bereits begonnenen Arbeiten eingestellt. So wurde die Halle erst knapp 20 Jahre später im Jahr 2004 fertiggestellt.
Heutzutage wird sie hauptsächlich für Eishockeyspiele genutzt, aber auch für Basketball- oder Handball-Spiele. Zudem ist sie für Amateursportler und Studierende der nahegelegenen Universität nutzbar.
Daneben finden in der Halle auch kulturelle Veranstaltungen wie Konzerte, Ausstellungen und Filmvorführungen statt.
Im Umfeld der Halle befinden sich weitere Sportanlagen, unter anderem eine weitere Eisfläche im Tüskesátor (Stachelzelt). Dort tragen die Frauen des KMH Budapest ihre Spiele aus.

## Galerie

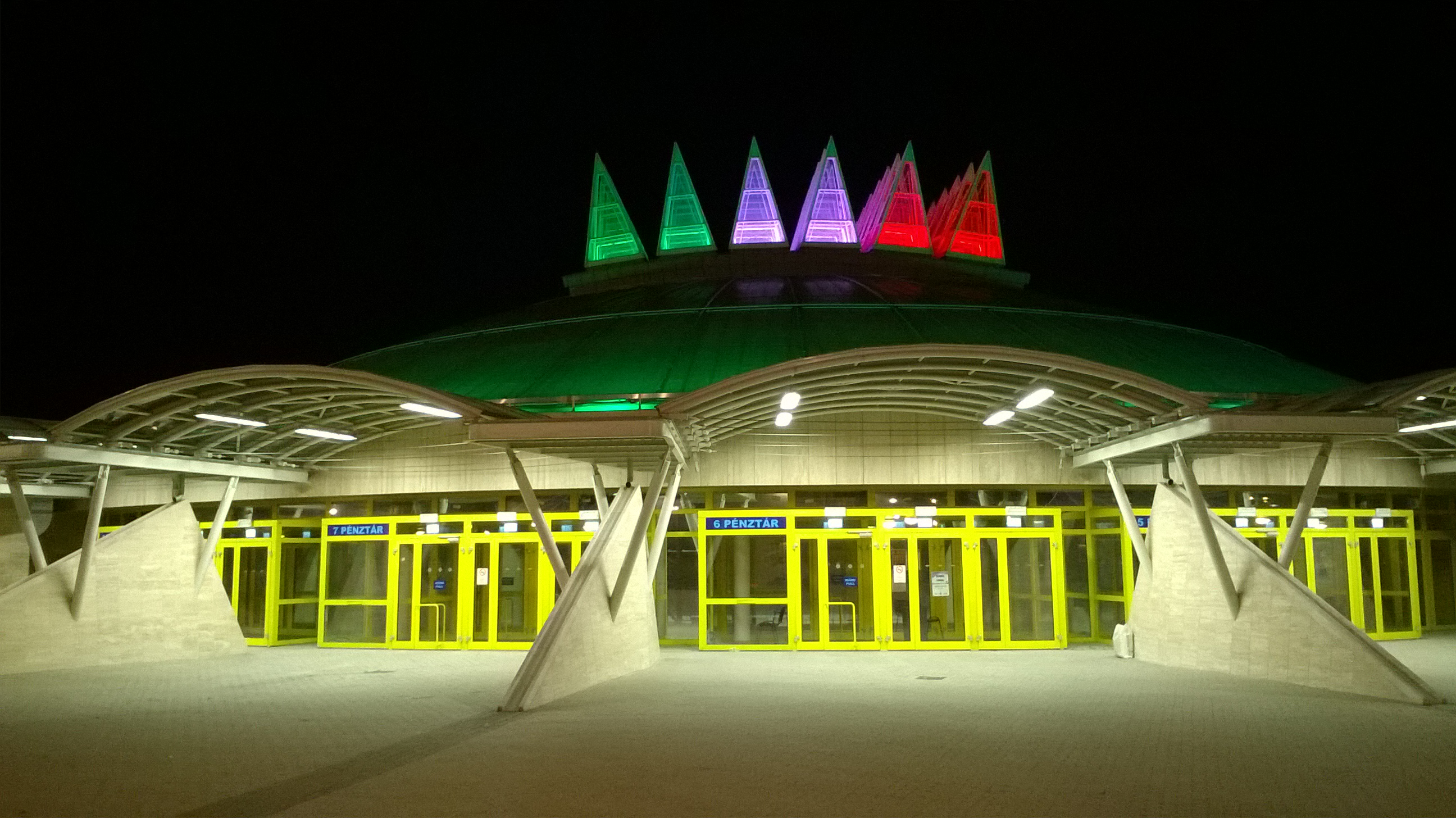
Die am Abend beleuchtete Halle (2015)
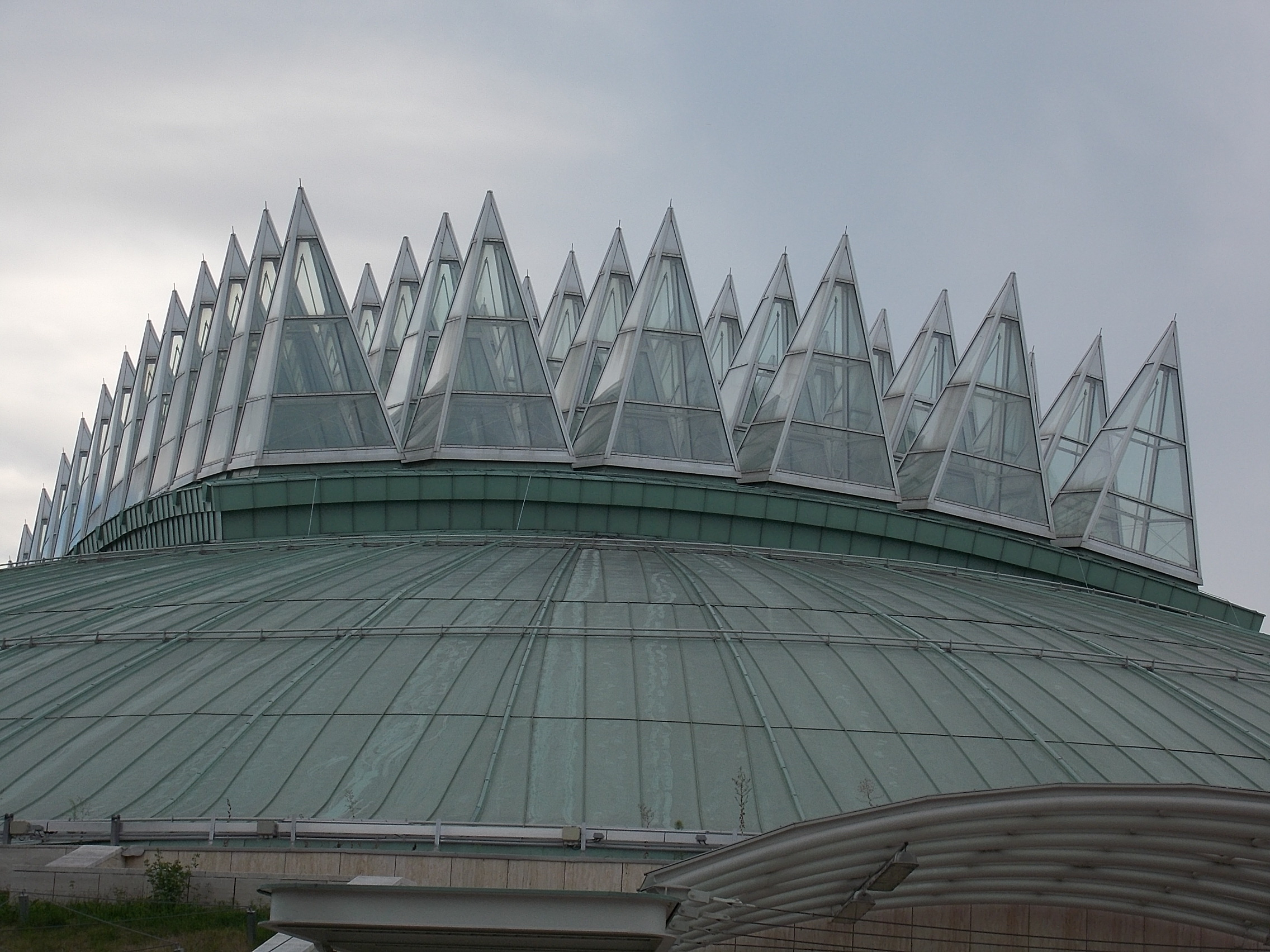
Die Stacheln auf dem Dach (2016)